# Хелбра
Хелбра (њем. Helbra) општина је у њемачкој савезној држави Саксонија-Анхалт. Једно је од 22 општинска средишта округа Мансфелд-Сидхарц. Према процјени из 2010. у општини је живјело 4.476 становника. Посједује регионалну шифру (AGS) 15087205.

## Географски и демографски подаци
Хелбра се налази у савезној држави Саксонија-Анхалт у округу Мансфелд-Сидхарц. Општина се налази на надморској висини од 221 метра. Површина општине износи 9,3 km². У самом мјесту је, према процјени из 2010. године, живјело 4.476 становника. Просјечна густина становништва износи 483 становника/km².

## Међународна сарадња
| Мјесто  | Држава | Врста сарадње | Од    |
| ------- | ------ | ------------- | ----- |
| Хадсунд | Данска | контакт       | 1993. |
| Извор   |        |               |       |